# Takada Masaaki
Masaaki Takada (sinh ngày 26 tháng 7 năm 1973) là một cầu thủ bóng đá người Nhật Bản.

## Sự nghiệp câu lạc bộ
Masaaki Takada đã từng chơi cho Yokohama Flügels, Vissel Kobe, Yokohama FC và Sony Sendai.